# ГКПП Златарево – Ново село
Граничен контролно-пропускателен пункт Златарево – Ново Село е граничен контролно-пропускателен пункт между България и Северна Македония. От българска страна ГКПП Златарево – Ново Село се намира на около 20 км западно от град Петрич; до ГКПП се стига по път III-198. От македонска страна КПП Златарево – Ново Село се намира в близост до Ново село и на около 25 км източно от град Струмица; ГКПП е крайната точка на път А4, който свързва Скопие (през Щип, Радовиш и Струмица) с българската граница. ГКПП Златарево – Ново Село е един от трите ГКПП-та между България и Северна Македония.

## История
Пунктът носи името на генерал-лейтенант Кръстю Златарев (1864 – 1925), командващ 11-а пехотна македонска дивизия. Тук по време на Първата световна война, в годините 1915 – 1918 е бил разположен щабът на дивизията. През 2014 година по инициативата на служители на ГКПП "Златарево"  в района на пункта е открит паметен знак по случай 150 години от рождението на генерал Златарев.